# Karl von Zahn
Karl Gustav von Zahn (* 12. Dezember 1877 in Leipzig; † 20. August 1944 in Berlin-Zehlendorf) war ein deutscher Jurist und Ministerialbeamter.

## Leben

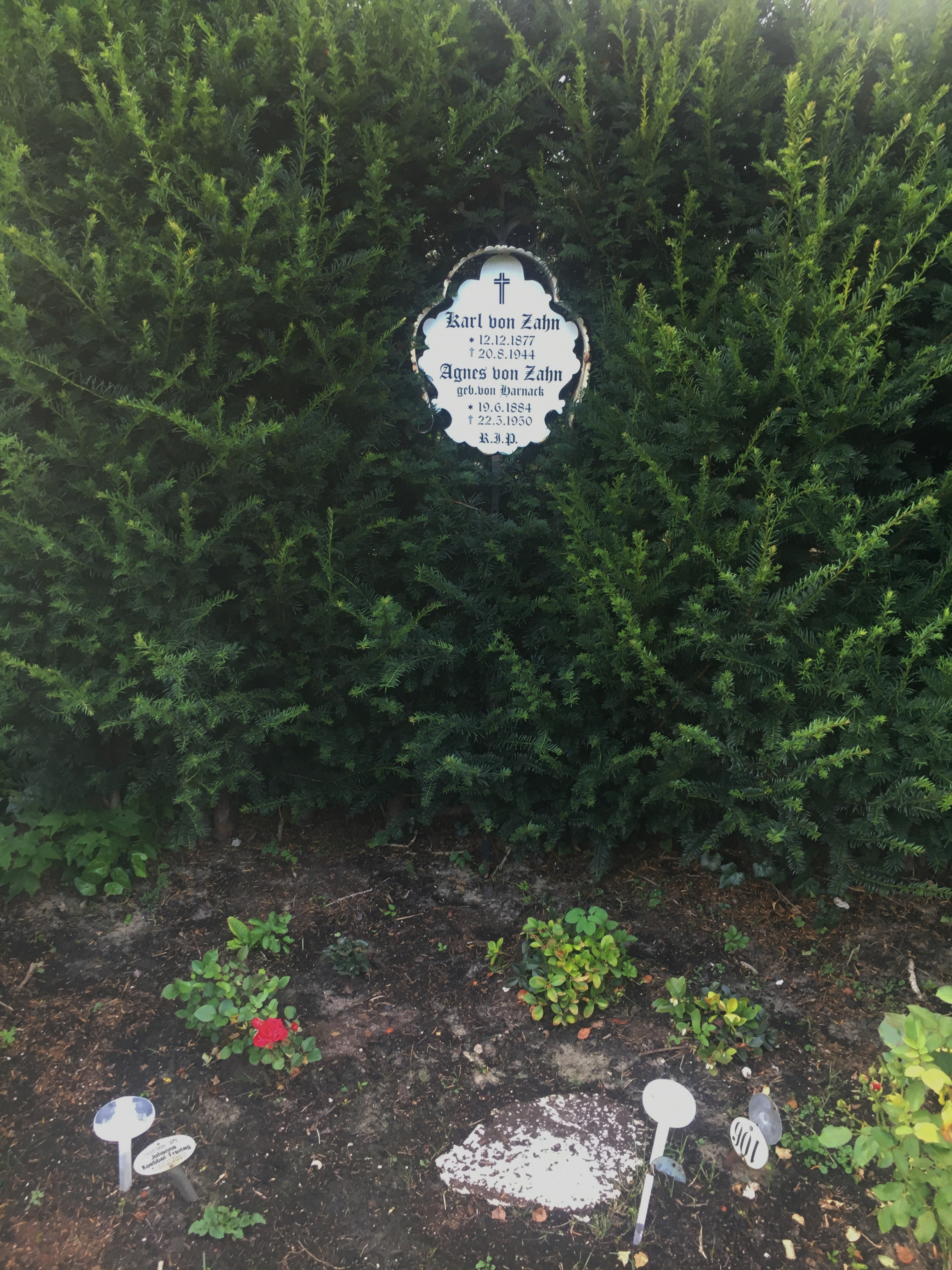
Grabstätte der Eheleute von Zahn

Von Zahn wurde 1877 als Sohn von Wilhelm von Zahn, dem späteren Konrektor der Thomasschule, in Leipzig geboren. Seine Mutter, Tochter eines deutschen Lithografen, stammte aus Sankt Petersburg. Zu seiner weitläufigen Verwandtschaft gehörten der Historiker Walter Goetz und der Neutestamentler Theodor von Zahn. Von Zahn besuchte die Thomasschule zu Leipzig. Nach dem Abitur studierte er Rechtswissenschaften an der Universität Leipzig, der Ludwig-Maximilians-Universität München und der Friedrich-Wilhelms-Universität zu Berlin. In Leipzig wurde er 1902 mit der Dissertation Welche Staatsgebilde würden die Verfassung des deutschen Reiches vom 28. März 1849 und die sog. Erfurter Unionsverfassung ins Dasein gerufen haben? zum Dr. jur. promoviert. Danach wurde er Privatdozent für Strafrecht und Strafprozessrecht an der Universität Leipzig. Er war von 1920 bis 1933 Ministerialrat im Reichsministerium des Innern in Berlin und später Oberarchivrat am Reichsarchiv in Potsdam. Seit 1919 war er mit der Frauenrechtlerin Agnes von Zahn-Harnack, der Tochter des bekannten Theologen Adolf von Harnack, verheiratet.
Karl von Zahn wurde auf dem Friedhof Zehlendorf (Feld 008-380) beigesetzt. Hier ruht er neben seiner Frau. 

## Schriften
- Welche Staatsgebilde würden die Verfassung des deutschen Reiches vom 28. März 1849 und die sog. Erfurter Unionsverfassung ins Dasein gerufen haben? Dissertation, Universität Leipzig, 1902.
- Karl Ferdinand Hommel als Strafrechtsphilosoph und Strafrechtslehrer. Ein Beitrag zur Geschichte der strafpolitischen Aufklärung in Deutschland. Ernst Wiegandt, Leipzig 1911.